# 新加坡代議制民主
新加坡实行多党议会制的代议制民主，新加坡总统為国家元首，新加坡总理為政府首脑。内阁对新加坡國會负责。
新加坡代议制民主始于1940年代，当时立法机构中的民选席位逐渐增加，1958 年完全由选举产生的新加坡立法議會成立。新加坡必须定期举行议会选举，並且以普选的方式選出議員。
新加坡的行政部门由总统和由总理领导的内阁组成。总统由人民选举产生。
自新加坡独立以来，执政黨人民行动党在歷次選舉中的支持率維持在60%至70%。
新加坡公民的言論自由受新加坡宪法第14条保障。